# Людвіг фон Радльмаєр
Людвіг Радльмаєр, з 30 жовтня 1917 року — Ріттер фон Радльмаєр (нім. Ludwig Ritter von Radlmaier; 27 жовтня 1887, Фрайзінг — 18 жовтня 1943, Тегернзе) — німецький воєначальник, генерал-лейтенант вермахту. Кавалер лицарського хреста Військового ордена Максиміліана Йозефа.

## Біографія
Син бондаря Людвіга Радльмаєра і його дружини Терези, уродженої Зенгер. 1 жовтня 1906 року вступив в Баварську армію. Учасник Першої світової війни. Після демобілізації армії залишений в рейхсвері. З 10 листопада 1938 по 5 вересня 1939 року — командир 6-ї, з 23 жовтня 1939 року — 5-ї танкової бригади, з 15 лютого по 6 квітня 1940 року — 4-ї танкової дивізії. 11 липня 1940 року відряджений до Імперського міністра озброєнь і боєприпасів Фріца Тодта і 10 жовтня очолив 5-ту польову інспекцію. 5 квітня 1941 року захворів і був відправлений в резерв ОКГ, згодом призначений в танкову комісію, 1 лютого 1943 року — в Управління озброєнь свого міністерства. Помер в резервному лазареті Тегернзе і був похований у Фрайбурзі в могилі свого брата Йоганна.

## Звання
- Фанен-юнкер (1 жовтня 1906)
- Фенріх (22 квітня 1907)
- Лейтенант (9 березня 1908)
- Оберлейтенант (30 листопада 1914)
- Гауптман (17 січня 1917)
  - Пізніше отримав патент від 18 грудня 1915 року.
- Майор без патенту (1 грудня 1928)
  - 1 липня 1931 року отримав патент від 1 грудня 1928 року.
- Оберстлейтенант (1 квітня 1933)
- Оберст (1 квітня 1935)
- Генерал-майор (1 червня 1938)
- Генерал-лейтенант запасу (1 липня 1940)
- Генерал-лейтенант (1 квітня 1942)

## Нагороди
- Медаль принца-регента Луїтпольда
- Залізний хрест 2-го і 1-го класу
- Орден «За заслуги» (Баварія) 4-го класу з мечами і короною
- Військовий орден Максиміліана Йозефа, лицарський хрест (30 жовтня 1917)
- Почесний хрест ветерана війни з мечами
- Медаль «За вислугу років у Вермахті» 4-го, 3-го, 2-го і 1-го класу (25 років)
- Орден Білого орла (Сербія), лицарський хрест
- Орден Корони Італії, великий офіцерський хрест
- Орден Білої троянди (Фінляндія), великий хрест
- Іспанський хрест в бронзі
- Застібка до Залізного хреста 2-го і 1-го класу